# Lobato
Lobato är en kommun i Brasilien.   Den ligger i delstaten Paraná, i den södra delen av landet, 900 km sydväst om huvudstaden Brasília. Antalet invånare är 4 392.
Trakten runt Lobato består i huvudsak av gräsmarker. Runt Lobato är det ganska glesbefolkat, med 26 invånare per kvadratkilometer.